# Jebe
Jebe, noto anche come Jebe Noyan, Jebei, Jebei Noyan, Chepe o Chepe Noyan (... – 1225), fu un grande generale mongolo che fece parte del seguito di Gengis Khan.
Durante una rappresaglia tra tribù mongole, uccise, grazie alla abilità di arciere, il destriero di Gengis Khan. Al termine dello scontro, vinto dall'orda dei Borjigin condotta dal Khan, fu da questi perdonato e affiliato tra le proprie schiere, quando con coraggio e lealtà ammise di essere stato proprio lui a scoccare la freccia con mortale precisione
.
Pur tentato di ottenere un suo regno indipendente, fu sempre fedele al Gran Khan; si narra che quando Gengis Khan ammonì Jebe di non lasciarsi andare a bramosie di potere assoluto, questi per dimostrare la sua fedeltà, mandò in dono a Gengis Khan un branco di cavalli col muso bianco che ricordavano la fisionomia del destriero del principe da lui ucciso.